# باربرا ميرلين
باربرا ميرلين (بالإيطالية: Barbara Merlin)‏ هي متزحلقة إيطالية، ولدت في 12 يناير 1972 في تورينو في إيطاليا.

## وصلات خارجية
- باربرا ميرلين على موقع الاتحاد الدولي للتزلج (التزلج على المنحدرات الثلجية) (الإنجليزية)
- باربرا ميرلين على موقع أوليمبيديا (الإنجليزية)